# Kanadische Volleyballnationalmannschaft der Frauen
Die kanadische Volleyballnationalmannschaft der Frauen ist eine Auswahl der besten kanadischen Spielerinnen, die die Volleyball Canada Association bei internationalen Turnieren und Länderspielen repräsentiert.

## Geschichte

### Weltmeisterschaft
1974 in Mexiko nahmen die Kanadierinnen erstmals an einer Volleyball-Weltmeisterschaft teil und wurde Elfter. Vier Jahre später belegten sie den 14. Rang, danach wurden sie erneut Elfter. 1986 und 1990 erreichten sie die Plätze 15 und 14. Bei der WM 2002 waren sie noch mal dabei, kamen aber nicht über den 17. Rang hinaus. Ihr bestes Ergebnis erzielten sie 2022 mit dem zehnten Platz.

### Olympische Spiele
Bei den Spielen 1976 war Kanada trotz Heimvorteil die schlechteste von acht Mannschaften. Das gleiche Ergebnis gab es 1984 in Los Angeles. Beim Turnier 1996 belegten die kanadischen Frauen den neunten Rang.

### NORCECA-Meisterschaft
Bei der ersten NORCECA-Meisterschaft verpassten die Kanadierinnen 1969 als Vierter knapp die Medaillenränge, aber 1973 unterlagen sie erst im Endspiel gegen Kuba. Danach wurden sie sieben Mal Vierter oder Dritter, ehe es 1989 erneut im Finale gegen Kuba standen. Zwei Jahre später belegten sie im eigenen Land wieder den dritten Rang. Das gleiche Ergebnis gab es bis 1999 noch dreimal, 1997 war Kanada Vierter. 2001 fehlten die kanadischen Frauen erstmals seit dreißig Jahren. Anschließend wurden sie Vierter, Fünfter und – 2007 vor eigenem Publikum – Vierter. 2019, 2021 und 2023 erreichte Kanada wieder die Medaillenränge und schloss jeweils auf dem dritten Platz ab.

### World Cup
Bei der ersten Teilnahme am World Cup erzielten die kanadischen Frauen 1973 als Siebter ihr bestes Ergebnis. 1989 kehrten sie auf Rang acht zurück. Die nächsten beiden Turnieren beendeten sie auf den Plätzen zehn und neun.

### World Grand Prix
Im World Grand Prix hat Kanada bisher nur 2003 mitgespielt und den elften Rang belegt.

### Nations League
2021 nahmen die Kanadierinnen erstmals an der Nations League teil und wurden Vierzehnte. 2022 verbesserten sie sich auf den zwölften Platz.